# Campeonato Cearense de Voleibol

|-
 

 

 

 

 

 

 

 

 

 

 

 

 

 

 

 

 

 

 

 

 

 

 

 

 

 

 

 

 

 

 

 

 

 

 

 

 

 

 

 

 

 

 

 

 

 

 

 

 

 

 

 

 

 

 

 

 

 

 

 

 

 

 

 

 

 

 

 

 

 

 

 

 

 

 

 

 

 

 

 

 

 

 

 

 

 

 

 

 

 

 

 

 

 

 

 

 

 

 

 

 

 

 

 

 

 

 

 

 

 

 

 

 

 

 

 

 

 

 

 

 

 

 

 

 

 

 

 

 

 

 

 

 

 

 

 

 

 

 

 

 

 

 

 

 

 

 

 

 

 

 

 

 

 

 

 

 

 

 

 

 

 

 

 

 

 

 

 

 

 

 

 

 

 

 

 

 

 

 

 

 

 

 

 

 

 

 

 

 

 

 

 

 

 

 

 

 

 

 

 

 

 

 

 

 

 

 

 

 

 

 

 

 

 

 

 

 

 

 

 

 

 

 

 

 

 

 

 

 

 

 

 

 

 

 

 

 

 

 

 

 

 

 

 

 

 

 

 

 

 

 

 

 

 

 

 

 

 

 

 

 

 

 

 

 

 

 

 

 

 

 

 

 

 

 

 

 

 

 

 

 

 

 

 

 

 

 

 

 

 

 

 

 

 

 

 

 

 

 

 

 

 

 

 

 

 

 

 

 

 

 

 

 

 

 

 

 

 

 

 

 

 

 

 

 

 

 

 

 

 

 

 

 

 

 

 

 

 

 

 

 

 

 

 

 

 

 

 

 

 

 

 

 

 

 

 

 

 

 

 

 

 

 

 

 

 

 

 

 

 

 

 

 

 

 

 

 

 

 

 

 

 

 

 

 

 

 

 

 

 

 

 

 

 

 

 

 

 

 

 

 

 

 

 

 

 

 

 

 

 

 

 

 

 

 

 

 

 

 

 

 

 

 

 

 

 

 

 

 

 

 

 

 

 

 

 

 
O Campeonato Cearense de Voleibol é uma competição de voleibol disputada por clubes do Estado do Ceará realizado pela Federação de Voleibol do Estado do Ceará (FEVECE). tendo registro na década de 40 Náutico Atlético Cearense e dos clubes da elite cearense

## Década de 1950
No Final de Novembro de 1951 surgiu a ideia da fundação da Federação Cearense de Voleibol, no ano seguinte o Maguari conquista o Torneio Dr Valmir Pontes de Voleibol Feminino derrotando o Náutico por 2 sets à 1, parciais de 15x2, 8x15 e 15x7.
Em 1953 disputaram o Campeonato Cearense de Voleibol as equipes do: Ceará Sporting Club, Clube dos Oficiais, Gato, Jabaquara, Maguari, Náutico, e Suerdieck
A Federação Cearense de Volley-Ball foi fundada em 11 de fevereiro de 1955 para difundir e representar a modalidade tanto no Estado como fora pelas seguintes agremiações:
 Náutico Atlético Cearense
Maguari Esporte Clube
Clube dos Diários
 Clube Líbano Brasileiro
 Fênix Caixeiral
 Jabaquara Atlético Clube
 Calouros do AR Esporte Clube
 Ícaro Clube de Fortaleza
 Vargas Filho Atlético Clube
 Antônio Bezerra Esporte Clube.
No Campeonato Cearense de Vôlei de 1955 disputaram: Comercial, Diários, Ícaro, Jurema, Libanos, Maguary, Náutico e Paquetá, ficando o Comercial com a taça no masculino e a AABB com o vice-campeonato
Em 1957, o Náutico fica com a taça e o Comercial com o vice-campeonato, no ano seguinte o Comercial Club torna campeão cearense vencendo a AABB
O Campeonato de 1959 disputaram: Comercial, Gentilândia, Maguari, Náutico, Quixadaense e Usina Ceará

## Década de 1960
Sétimo campeonato Masculino em 1961 disputaram: Comercial, Clube dos Diários, Maguari, Massapeense e Náutico no V Campeonato Feminino: América, Clube dos Diários, Maguari, Massapeense e Usina, na Final Feminina ficou entre o Clube dos Diários e o América de 1961 e Comercial foi campeão invicto frente ao Náutico e a final feminina

## Categorias
o Campeonato tem as seguintes Categorias:
- Sub-13
- Sub-14
- Sub-15
- Sub-17
- Sub-19
- Sub-21
- Adulto

## Equipes atualmente filiadas à FEVECE
BNB Clube de Fortaleza
 Clube Do Vôlei Multisports
 PVB Beberibe
 Instituto De Cultura, Arte, Ciência e Esporte
 Universidade Paulista/Fortaleza 	
 Universidade de Fortaleza
 Universidade Federal do Ceará
 Universidade Ateneu
 Colégio Antares
 Colégio Ágape
 Colégio Batista Santos Dummont
 Associação Atlética Banco Do Brasil
 IDJ JAGUARIBE